# El coleccionista de huesos
El coleccionista de huesos (título original The Bone Collector) es una película de drama del año 1999 dirigida por Phillip Noyce y protagonizada por Denzel Washington y Angelina Jolie.
La película se basa en la novela de Jeffery Deaver, en relación con el tetrapléjico detective Lincoln Rhyme. Fue el primer libro de la "Lincoln Rhyme Series". El bailarín de la muerte fue el siguiente libro de la serie.

## Argumento
Hace tiempo el forense Lincoln Rhyme era el mejor experto en detectar huellas en los lugares donde se cometieron asesinatos en Nueva York, convirtiéndose así en una leyenda. Sin embargo, a causa de un accidente de trabajo, queda tetrapléjico y postrado en una cama, necesitando la ayuda de una cuidadora. Tiene por ello pensamientos de suicidarse.
Un día sus colegas le convencen para tratar un caso de asesinato desde su cama y recluta para ello a la policía Amelia Donaghy, la mujer que descubrió el cadáver y recogió las pruebas del lugar del crimen, a quien ve como alguien capaz de hacer el mismo trabajo que él una vez hizo con la misma profesionalidad. Amelia es una mujer con problemas emocionales a causa del suicidio de su padre, cuyo cadáver luego tuvo que descubrir cuando ya era policía y que él logra solucionar al hacerle entender que ella es ella y no su padre, y que por tanto no tiene que acabar como él.
Juntos colaboran para detener al asesino, que resulta ser un asesino en serie que colecciona los huesos de sus víctimas. Ese asesino usa un taxi para engañar a sus víctimas y además deja trozos de papel junto a los cadáveres. También descubren que cometió otros 4 asesinatos antes del primero para llamar la atención a sí mismo. La pista de los trozos de papel conduce a Amelia y Rhyme hacia una vieja novela, El coleccionista de huesos, cuyos asesinatos son copiados por el psicópata. Con esto Amelia logra salvar a una de las siguientes víctimas, una niña, aunque no puede salvar al anciano que iba con ella, y descubre que el asesino va en realidad tras Rhyme y que cogió esa forma de matar para inculcarle la culpa de no haber salvado a tiempo a sus víctimas y así debilitarlo en su interior para luego poder matarlo mejor.
Amelia se apresura para llegar a tiempo a su casa. Mientras tanto, el asesino se presenta ante Lincoln después de matar a su enfermera. Resulta ser un expolicía corrupto que se hace pasar por Richard Thompson, un ayudante suyo respecto a su tetraplejia. Su verdadero nombre es Marcus Andrews. Muchos años atrás, Lincoln, que nunca vio a Marcus en persona, descubrió que había manipulado pruebas en varios casos de asesinato y redactado unos informes al respecto. Por ello fue encerrado. Le culpaba a Lincoln por la destrucción de su vida y por el maltrato sufrido en la cárcel a causa de haber sido policía; por ello cometió esos asesinatos, para humillarle y con el propósito de matarle cruelmente después por lo que hizo. Dentro de sus posibilidades Lincoln lucha por su vida y consigue, aunque sin saberlo, ganar tiempo así para que Amelia pueda llegar a su casa en el último momento y poder matar a Marcus a tiempo antes de que pudiese finalmente matar a Lincoln.
Después de lo ocurrido Rhyme abandona sus pensamientos de suicidarse y consigue rehacer su vida hasta el punto de poder celebrar con los demás, aunque en silla de ruedas, las Navidades. Por el camino Donaghy y Rhyme se han enamorado porque, habiendo sufrido en su situación, se encontraron y pudieron vencer juntos sus demonios en la vida y así comenzar de nuevo.

## Reparto
- Denzel Washington - Lincoln Rhyme
- Angelina Jolie - Oficial Amelia Donaghy
- Queen Latifah - Thelma
- Michael Rooker - Capitán Howard Cheney
- Mike McGlone - Detective Kenny Solomon
- Luis Guzmán - Detective Eddie Ortiz
- Leland Orser - Richard Thompson/ Marcus Andrews
- John Benjamin Hickey - Dr. Barry Lehman
- Bobby Cannavale - Steve
- Ed O'Neill - Detective Paulie Sellitto

## Producción
Para hacer la obra cinematográfico se reclutó al detective Hal Sherman, que, como forense de la policía de Nueva York, ha investigado 1.900 escenarios de crímentes distintos.
Los exteriores de la película se llevaron a cabo en la ciudad de Nueva York, mientras que las escenas interiores se filmaron en Montreal. Cabe también destacar que Angelina Jolie llegó a rodar varias escenas de desnudo pero que al final el director decidió no incluirlas en la película, ya que las consideraba como una distracción para el público, más allá de la historia.

## Recepción
Se estrenó en los Estados Unidos el 5 de noviembre de 1999 y se estrenó en España el 4 de febrero del 2000 y recaudó 151,5 millones de dólares. Según La Butaca la película está en la línea de Seven con un guion sólido, una factura intachable y unas interpretaciones magníficas.

## Premios
- Premio Black Reel (2000): Una nominación
- Premio Blockbuster Entertainment (2000): Una nominación
- Premio Image (2000): Una nominación